# Бахматово (Большесельский район)
Бахматово — деревня в Большесельском сельском поселении Большесельского района Ярославской области.

## Население
По данным статистического сборника «Сельские населенные пункты Ярославской области на 1 января 2007 года», в деревне Бахматово не числится постоянных жителей.

## География
Деревня расположена в 4 км к югу от районного центра Большое село, на левом берегу реки Сдериха, левого притока Юхоти. На берегах Сдерихи в целом в лесном и малозаселённом краю находится компактная группа деревень. Выше Бахматово по течению, к югу, на противоположном правом берегу стоят деревня Бабуково и Новленское, а в противоположной стороне, ниже по течению деревни также на правом берегу Клешнино и Серковская.